# Sint-Niklaaskerk (Leke)

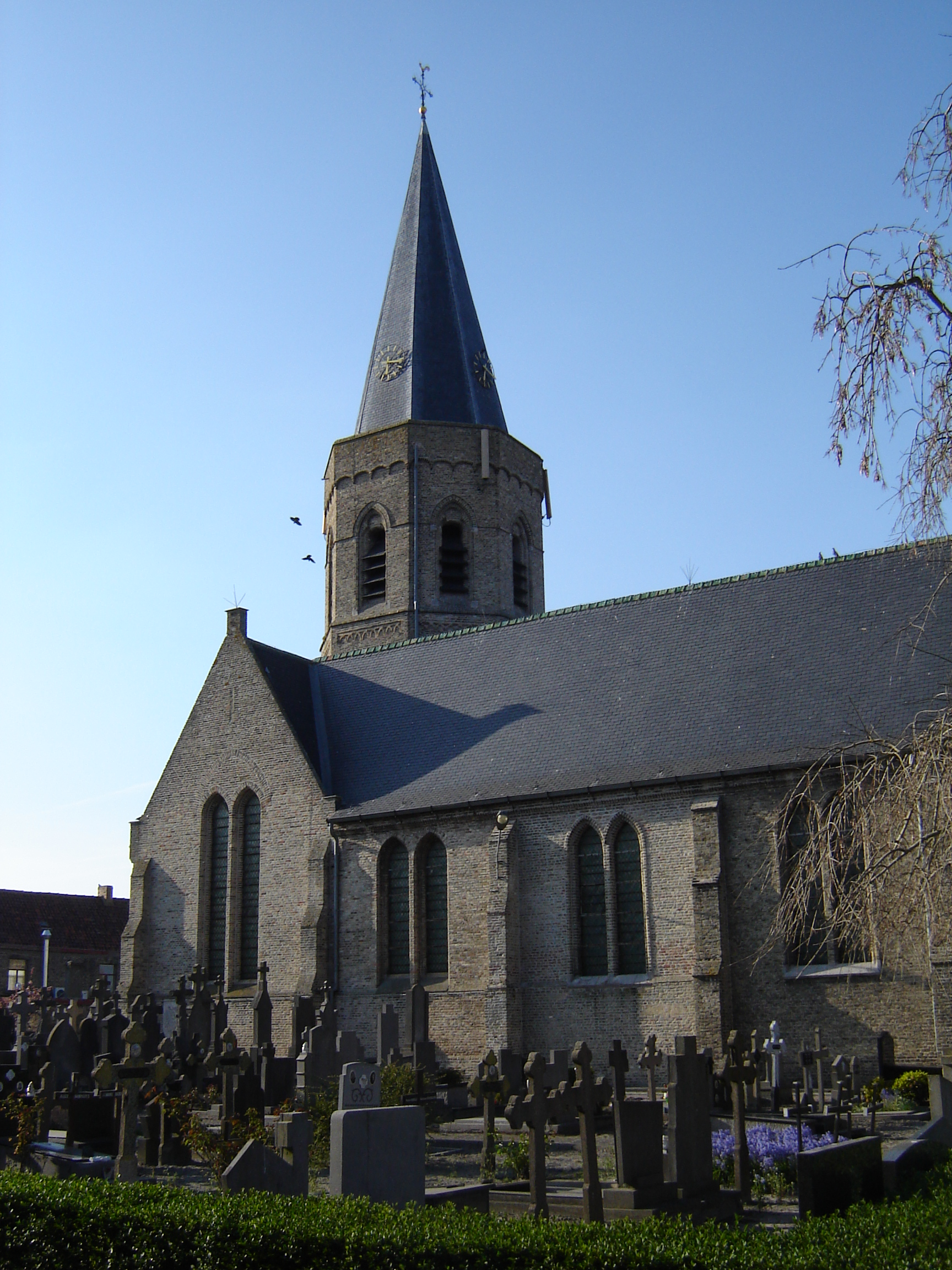
Sint-Niklaaskerk

De Sint-Niklaaskerk is de parochiekerk van het tot de West-Vlaamse gemeente Diksmuide behorende dorp Leke, gelegen aan de Kerkomgangstraat.

## Geschiedenis
Vanouds was de kerk afhankelijk van de parochie van Vladslo, maar tussen 1111 en 1145 werd Leke een zelfstandige parochie, waarvan het patronaatsrecht bij de Sint-Pietersabdij te Gent berustte.
De kerk werd in 1488 in brand gestoken door troepen van Maximiliaan tijdens de Vlaamse Opstand tegen Maximiliaan. Omstreeks 1500 werd de kerk vergroot tot een driebeukig kerkgebouw. Ook in 1630 en 1740 vonden ingrijpende werkzaamheden plaats. In 1773 werd de torenspits door blikseminslag verwoest.
In 1855 werd de kerk, onder leiding van Pierre Nicolas Croquison, ingrijpend gewijzigd. De benedenkerk werd gesloopt en de vieringtoren werd behouden als westtoren. Ook het koor werd ingrijpend gewijzigd in neogotische trant.
In 1914 werd de toren door de Belgische genie opgeblazen, in verband met de naderende Duitse troepen. Van 1921-1923 werd de kerk hersteld, waarbij de toren in min of meer de oorspronkelijke stijl werd herbouwd onder leiding van Théodore Raison.

## Gebouw
Het betreft een driebeukige bakstenen hallenkerk met een westtoren. De zijkoren hebben een rechte afsluiting, en het hoofdkoor een driezijdige sluiting. De toren heeft drie geledingen: de onderste twee hebben een vierkante plattegrond en de derde geleding is achtkantig.
Het interieur wordt overwelfd door houten spitstongewelven. De kerk bezit een gotisch doopvont van omstreeks 1500. Er is een 18e-eeuws kruisbeeld en een tweetal 18e-eeuwse grafstenen. Het overige meubilair is voornamelijk neogotisch.
De kerk wordt omgeven door een kerkhof.